# تمارة ثورن
تمارة ثورن (بالإنجليزية: Tamara Thorne)‏ (1957، لوس أنجلوس في الولايات المتحدة)؛ شاعرة، كاتِبة وروائية أمريكية.